# Цалыкское сельское поселение
Цалыкское се́льское поселе́ние — муниципальное образование в Правобережном районе Северной Осетии Российской Федерации.
Административный центр — село Цалык.

## История
Статус и границы сельского поселения установлены Законом Республики Северная Осетия-Алания от 5 марта 2005 года № 17-рз «Об установлении границ муниципального образования Правобережный район, наделении его статусом муниципального района, образовании в его составе муниципальных образований - городского и сельских поселений и установлении их границ»

## Население
| 2002  | 2010  | 2011  | 2012  | 2013  | 2014  | 2015  |
| ----- | ----- | ----- | ----- | ----- | ----- | ----- |
| 1621  | ↗2067 | ↘2063 | ↘2053 | ↘2050 | ↗2066 | ↗2089 |
| 2016  | 2017  | 2018  | 2019  | 2020  | 2021  | 2023  |
| ↘2088 | ↘2082 | ↘2073 | ↘2002 | ↘1968 | ↘1303 | ↘1299 |
| 2024  |       |       |       |       |       |       |
| →1299 |       |       |       |       |       |       |

## Состав сельского поселения
| № | Населённый пункт | Тип населённого пункта       | Население |
| - | ---------------- | ---------------------------- | --------- |
| 1 | Цалык            | село, административный центр | →1299     |